# August Strindberg
Johan August Strindberg (født 22. januar 1849, død 14. maj 1912) var en svensk forfatter, dramatiker og maler.
Strindberg var en af Sveriges mest betydningsfulde og internationalt kendte kunstnere. I fire årtier omkring år 1900 dominerede han Sveriges litterære verden og var altid omdiskuteret, altid involveret i en konflikt. Hans samlede litterære værk er omfangsrigt og indeholder romaner, noveller og dramaer, som er klassikere i svensk litteratur – læste og omdiskuterede.
Flere af hans stykker uropførtes i Danmark.
Med artiklen 'Faraondyrkan' (i Aftontidningen 29. april 1910) åbnede Strindberg den såkaldte Strindbergfejde. Han kæmpede for at genvinde sin position som folkets forfatter og Sveriges største digter. Han valgte side i tidens store samfundsemner – forsvarssagen og demokratispørgsmålet.
Strindberg var inspireret af vennen Munch i sine dramatiske malerier af havet.
Han var i årene 1877-1891 gift med den finsk/svenske adelskvinde Siri von Essen som han også fik datteren Karin Smirnov med. I årene 1893-1897 med Frida Uhl og i årene 1901-1904 med Harriet Bosse som han fik datteren Anne-Marie med. Det er blevet hævdet at han også har haft relationer til Dagny Juel.
Strindberg boede i årene 1887-1889 i henholdsvis Tårbæk på Strandvejen 42 i Villa Maud og i Virum på landstedet Skovlyst.
Flere af hans romaner og stykker skrev han under opholdet her. Han samarbejdede bl.a. med forfatter Nathalie Larsen og digter Gustav Wied om et forsøgsteater, der kun blev opført en sæson.
Strindberg er ofte blevet omtalt som kvindefjendsk i sin litteratur og dramatik, og blev betragtet som et modsvar til norske Henrik Ibsen, som med sine værker kæmpede for kvinders rettigheder – i særdeleshed i hjemmet (f.eks. Et dukkehjem af Henrik Ibsen).

## Romaner og dramatiske værker
- Fritänkaren
- Hermione
- I Rom
- Den fredlöse
- Anno fyrtioåtta
- Hemsøborna
- Himmelrikets nycklar
- Den stærkeste (Den Starkere)
- Debet og kredit
- Moderskärlek
- Båndet
- Inför döden
- Första varningen
- Leg med ilden
- Mester Olof
- Gildets hemmelighed
- Herr Bengts hustru
- Lykke-Pers rejse
- Faderen
- Frøken Julie
- Kreditorer
- Kamraterna
- Paria
- Samum
- Folkungsagaen
- Gustav Vasa
- Erik XIV
- Gustav Adolf
- Kaspers Fet-tisdag
- Midsomar
- Engelbrekt
- Carl XII
- Kronbruden
- Svanevit
- Nattergalen i Wittenberg
- Kristina
- Gustav III
- Et Drømmespil
- Til Damaskus 1-3
- Dødsdansen
- Uvejr
- Påske
- Brændtomten
- Spøgelsessonaten
- Pelikanen
- Sorte Handsker
- Naturlige Forhindringer
- Inferno